# 化製場等に関する法律
化製場等に関する法律（かせいじょうとうにかんするほうりつ、昭和23年7月12日法律第140号）は、化製場および死亡獣畜取扱場を設置しようとする者は許可を受けなければならないことに関する法律である。1990年に「へい獣処理場等に関する法律」から改題された。

## 内容
- 化製場（獣畜の肉、皮、骨、臓器等を原料として皮革、油脂、にかわ、肥料、飼料その他の物を製造する施設）
- 死亡獣畜取扱場（死亡獣畜を解体し、埋却し、又は焼却する施設）
- 政令で定める種類の動物を、畜産のために飼育している施設。

これらの施設の設置には、飲料水の汚染や悪臭の発生等公衆衛生を害することの無いような措置を取ったうえで、都道府県知事または保健所設置市長の許可が必要となる。

## 主務官庁
- 厚生労働省
- 許可の事務は、都道府県または保健所設置市にて行っている。